# Фэурей
Фэурей (рум. Făurei) — город в Румынии в составе жудеца Брэила.

## История
В XIX веке эти места входили в коммуну Сурдила-Гречи. После того, как была построена железная дорога Бухарест—Галац, в этих местах появилась железнодорожная станция, и началось развитие этих мест. После того, как эту линию в этом месте пересекла железнодорожная линия Фетешти-Текуч, развитие населённого пункта ускорилось, и в 1931 году деревни Фэурей и Визирени были выделены из коммуны Сурдила-Гречи в отдельную коммуну Фуэрей.
В 1968 году деревня Фэурей получила статус города.

## Известные уроженцы
- Бэнел Николицэ (род.1985) — футболист